# 鮑叔
鮑叔（ほうしゅく、生没年不詳）は、中国春秋時代の斉の政治家。姓は姒、氏は封地から鮑、諱は牙、字は叔。鮑叔牙とも。桓公に仕えた。
鮑叔の祖先は姒姓の国杞の公子で、斉に仕えて鮑の地を与えられた事から、鮑氏を名乗るようになる。
鮑叔は若い頃に管仲と親しく交わっていた。彼は管仲と共に商売を行っていたが、管仲が大損失を出しても商売には時勢があるとして決して咎めず、また、多大な利益を上げても、貧乏な管仲の為にその利益のほとんどを与えていた。鮑叔のこの厚情に管仲は「私を生んだのは父母だが、父母以上に私を知る者は鮑叔である」と大恩を感じていた。この事から後世の人は二人の厚い友情を管鮑の交わりと呼んで大いに称えた。
この後鮑叔は、釐公の子の公子小白に仕えるようになるが、小白の兄の襄公の圧迫を避ける為に、小白と共に莒に亡命した。その後、襄公が暗殺されると、斉では後継者争いが起こり、莒から戻ってきた小白と公子糾が争ったが、鮑叔の活躍により小白が勝利し斉君となった。
公子糾に味方をした魯から公子糾の臣、管仲と召忽を受け取り桓公に仕えさせようとした。
召忽は公子糾が死んだ事を知り自害するが管仲を仕えさせる事に成功する。
桓公は管仲を宰相として覇者となったが、鮑叔は管仲をよく助けてともに政治にあたった。史記には、人々は桓公を覇者に押し上げた管仲よりも、管仲の力量を見抜き信頼し続けた鮑叔を称えた、とある。